# Бак, Эрнст Эмиль Александр
Эрнст Эмиль Александр Бак (нем. Ernst Emil Alexander Back; 21 октября 1881, Фрайбург — 20 июня 1959, Мюнхен) — немецкий физик-экспериментатор. Работы посвящены спектроскопии и атомной физике.

## Биография
Бак родился во Фрайбурге, учился в гимназии в Страсбурге. В 1902—1906 годах изучал юриспруденцию в Страсбурге, Мюнхене и Берлине, после чего в течение двух лет работал в управлении юстиции Эльзас-Лотарингии. В 1909 году решил закончить своё физическое образование, а в 1912 году окончательно оставил юридическую карьеру, став учеником Фридриха Пашена в Тюбингенском университете. В том же году совместно с Пашеном Бак обнаружил, что в сильных магнитных полях наблюдается упрощение сложной структуры эффекта Зеемана: аномальное расщепление переходит в нормальное (зеемановский триплет). Это явление носит название эффекта Пашена — Бака. Это исследование составило тему его докторской диссертации, защищенной в 1913 году.
В 1914—1918 годах Бак принимал участие в Первой мировой войне. После её окончания возглавил лабораторию Veifa-Werke во Франкфурте-на-Майне, производившую электрическое и рентгеновское оборудование. В 1920 году вернулся в Тюбинген, где продолжал изучать расщепление спектральных линий в магнитном поле. В 1926 году был приглашен на должность экстраординарного профессора в университете Хоэнхайм, а с 1929 года — ординарного профессора. В 1936 году вернулся в Тюбингенский университет в качестве профессора, вышел в отставку в 1948 году. Скончался в Мюнхене в 1959 году. Имя Бака носит один из кратеров на Луне.

## Основные публикации
- F. Paschen, E. Back. Normale und anomale Zeemaneffekte // Annalen der Physik. — 1912. — Vol. 344, № 15. — P. 897—932.
- E. Back, S. Goudsmit. Kernmoment und Zeemaneffekt von Wismut (недоступная ссылка — история) // Zeitschrift für Physik. — 1928. — Vol. 47, № 3—4. — P. 174—183.
- E. Back, A. Lande. Zeemaneffekt und Multiplettstruktur der Spektrallinien. — Berlin: Springer, 1925. Рецензия Игоря Тамма в УФН